# 한국 북부
한국 북부(韓國北部)는 남북으로 긴 한국(한반도)을 북부·중부·남부로 크게 3등분할 때에 사용되는 말로, 위도상으로는 대략 북위(北緯) 39° ~ 43°에 해당하며, 흔히 '북부 지역'이라고 일컫는다. 따라서 북부 지역은 일반적으로 관서 지방(평안도)과 관북 지방(함경도)을 가리킨다.
다만, 대한민국 초·중등 교과서에서는 군사분계선 북쪽에 있는 해서 지방(황해도)을 북부 지역으로 분류하는 경향이 강하다.

## 해당 지역
- 관서 지방(關西地方) - 평양시 · 평안남도 · 평안북도 · 자강도 · 남포시
- 관북 지방(關北地方) - 함경남도 · 함경북도 · 양강도 · 나선시

## 같이 보기
- 한국 중부
- 한국 남부